# Moffat Tunnel
 (janvier 2022).
Pour les articles homonymes, voir Moffat.
Le Moffat Tunnel est un tunnel ferroviaire accompagné d'un aqueduc souterrain qui traverse la ligne de partage des eaux (Continental Divide) au centre-nord du Colorado. Son nom est celui d'un industriel pionnier du rail, David Moffat (1839-1911). Son entrée est se situe à 80 km à l'ouest de Denver sur le flanc est du massif, à environ 15 km à l'ouest de la ville de Rollinsville et sa sortie ouest à 7 km au sud de la ville de Fraser.
Le tunnel, à voie unique, mesure 10 km de long pour 7,3 m de hauteur et 5,5 m de large, et culmine à  2 816 m au-dessus du niveau de la mer. Il assure ainsi un lien ferroviaire au travers du Divide depuis Denver vers le grand ouest via Salt Lake City. Inauguré en 1928, il permit de raccourcir de 283 kilomètres la liaison ferroviaire entre Denver et la côte Pacifique.
L'aqueduc souterrain est parallèle, côté sud de la voie, et fait partie du système d'approvisionnement en eau de la ville de Denver.

## Historique
Alors qu'il recherchait un meilleur tracé vers Salt Lake City, David Moffat imagina un tunnel pour franchir la Rollins Pass. En effet la voie existante grimpait alors à l'aide d'une succession de boucles dont la construction, l'entretien et le déneigement en hiver avaient pratiquement ruiné l'industriel, l'empêchant de pouvoir lever les fonds pour la construction du tunnel et de voir ce dernier de son vivant. Mais l'idée fut reprise et en 1914, l'émission d'une obligation fut approuvée par la ville de Denver pour financer les deux tiers du coût de la construction du tunnel. Cependant, attaquée sur cette émission d'obligation, la ville perdit devant les tribunaux qui constatèrent que la ville n'avait pas le droit constitutionnel d'entrer dans une coentreprise avec une entreprise privée pour construire un tunnel. Au printemps 1922, les législateurs représentant Denver à l'assemblée de l'État du Colorado trouvèrent une faille. Ce printemps-là, Pueblo (voie d'accès ferroviaire vers l'ouest) fut dévastée par une inondation et le gouverneur Oliver Shoup appela une session d'urgence de la législature. Les législateurs de Denver avaient désormais le pouvoir sur ceux de Pueblo. Il votèrent un financement d'urgence pour la ville assiégée par les eaux (et rivale économique de Denver) en retour d'une législation autorisant l'émission d'obligations pour leur tunnel. Un accord politique fut conclu et le 29 avril le Moffat Tunnel Improvement District fut créé. L'été suivant, les obligations furent vendues et la construction débuta.

## Construction
Le Moffat Tunnel fut percé à travers un adossement du James Peak. Pour faciliter l'exécution des travaux, une première galerie fut forée, parallèlement au tracé futur du tunnel principal ; elle mesurait 2,70 m de haut et de large. Tout ne se passa pas bien pour le nouveau district. En 1925, de la mauvaise roche à l'extrémité ouest du tunnel bloqua le percement et fit monter les coûts en flèche. Le percement du tunnel de travail a été officiellement terminé le 18 février 1926, l'explosion finale à la dynamite ayant été déclenchée à distance par le président américain Coolidge en appuyant sur un bouton depuis Washington, un programme de radio fut même diffusé à travers le pays depuis le cœur de la montagne. Ce tunnel de travail allait par la suite être transformé en aqueduc souterrain. Trois autres émissions obligataires furent nécessaires avant que le tunnel ne soit achevé.
Le percement du tunnel ferroviaire fut fini le 7 juillet 1927, et officiellement remis, achevé, au locataire le 26 février 1928, le premier train franchissant le tunnel avant la fin de ce même mois. Le tunnel subit encore 48 mois d'alésage pour amener sa taille à 6,4 mètres.
Bien que le coût initial du tunnel fût fixé à 6,62 millions de dollars, les évaluations finales faites par le Moffat Tunnel District, y compris les intérêts, s'élevaient à 23 972 843 dollars. Le coût des deux tunnels était de 15,6 millions de dollars, ce qui représentait 1 440 dollars par mètre percé. La construction nécessita l'extraction de 570 000 m3 de roche (1 400 000 tonnes) soit l'équivalent de 1 600 trains de quarante wagons chacun. Vingt huit personnes ont trouvé la mort durant les cinq années de construction dont six dans un accident survenu le 30 juillet 1926.
Le tunnel est encore sous un bail de la ville de Denver.